# Etton, East Riding of Yorkshire
Etton är en ort och civil parish i Storbritannien.   Den ligger i kommunen East Riding of Yorkshire och riksdelen England, i den sydöstra delen av landet, 260 km norr om huvudstaden London. Etton ligger 47 meter över havet och antalet invånare är 277.
Terrängen runt Etton är platt. Runt Etton är det ganska tätbefolkat, med 139 invånare per kvadratkilometer. Närmaste större samhälle är Kingston upon Hull, 18,0 km sydost om Etton. Trakten runt Etton består till största delen av jordbruksmark.